# Interpretacions de la mecànica quàntica
Una interpretació de la mecànica quàntica és un conjunt d'afirmacions que tracten sobre la completesa, determinisme o manera en què han d'entendre's els resultats de la mecànica quàntica i els experiments relacionats amb elles. Encara que les prediccions bàsiques de la mecànica quàntica han estat confirmades extensivament per experiments molt precisos, alguns científics consideren que alguns aspectes de l'enteniment que aquesta proporciona són insatisfactoris i requereixen explicacions o interpretacions addicionals que permetin un reconeixement més pròxim a la intuïció dels resultats dels experiments.
Els problemes sobre com han d'entendre's certs aspectes de la mecànica quàntica són tan aguts que existeix un seriat d'escoles alternatives, que difereixen, per exemple, en si la teoria és subjacentment determinista, o si alguns elements tenen o no realitat objectiva, o si la teoria proporciona una descripció completa d'un sistema físic.

## El problema de la mesura
El gran problema el constitueix el procés de mesurament. A física clàssica, mesurar significa revelar o posar de manifest propietats que estaven al sistema des d'abans de ser mesurats.
En mecànica quàntica el procés de mesurament altera de forma incontrolada l'evolució del sistema. És un error pensar, dins del marc de la física quàntica, que mesurar és revelar propietats que estaven al sistema anteriorment. La informació que proporciona la funció d'ona és la distribució de probabilitats, amb la qual es podrà mesurar tal valor de tal quantitat. Quan mesurem, posem en marxa un procés que és indeterminable a priori, el que alguns anomenen atzar, ja que hi haurà diverses probabilitats de mesurar diferents resultats. Aquesta idea va ser, i encara és, objecte de controvèrsies i disputes entre físics, filòsofs i epistemòlegs. Un dels grans objectors d'aquesta interpretació fora Albert Einstein, qui, referent a aquesta idea, digué la famosa frase "Déu no juga als daus".
Independentment dels problemes d'interpretació, la mecànica quàntica ha pogut explicar essencialment tot el món microscòpic i ha esmentat prediccions que han estat provades experimentalment de manera exitosa; així doncs, és una teoria unànimement acceptada.

### Formulació del problema
El problema de la mesura es pot descriure informalment de la següent manera:
1. D'acord amb la mecànica quàntica, un sistema físic, sigui un conjunt d'electrons orbitant en un àtom, queda descrit per una funció d'ona. Aquesta funció d'ona és un objecte matemàtic que suposadament descriu la màxima informació possible que conté un estat pur.
2. Si ningú extern al sistema ni al seu interior observés o tractés de veure com està el sistema, la mecànica quàntica ens diria que l'estat del sistema evoluciona de forma determinista donada per l'equació de Schrödinger. És a dir, que podria ser perfectament predictible cap a on anirà el sistema.
3. La funció d'ona ens informa de quins són els resultats possibles d'una mesura i les seves probabilitats relatives, però no ens diu quin resultat concret s'obtindrà si un observador intenta mesurar el sistema o esbrinar alguna cosa sobre aquest. De fet, la mesura sobre un sistema és un valor impredictible d'entre tots els resultats possibles.

Això planteja un problema seriós, si les persones, científics o observadors són també objectes físics com qualsevol altre, hauria d'haver-hi alguna manera determinista de predir com, després d'ajuntar el sistema estudiat amb l'aparell de mesura, finalment arribem a un resultat determinista. Tanmateix, el postulat que "una mesura destrueix la coherència d'un estat sense observar i inevitablement després de la mesura es queda en un estat mescla impredictible", sembla que solament ens deixa tres sortides:
- A) O bé passem a entendre el procés de decoherència pel qual un sistema passa de tenir un estat pur que evoluciona predictiblement a tenir un estat mescla o impredictible (vegeu teoria del caos).
- B) O bé admetem que existeixen uns objectes no-físics anomenats "consciència" que no són subjectes a les lleis de la mecànica quàntica i que resolen el problema.
- C) O intentem inventar qualsevol hipòtesi exòtica que faci compatibilitzar com, per una banda, hauríem d'estar observant després d'una mesura un estat no fix per l'estat inicial, i per l'altra banda que l'estat de l'univers en el seu conjunt evoluciona de manera determinista.

L'enunciat anterior, "una mesura destrueix la coherència d'un estat sense observar i inevitablement després de la mesura es queda en un estat mescla impredictible, sembla que solament ens deixa tres sortides", és massa arriscat i no provat. Si partim de la base que les entitats fonamentals que constitueixen la matèria, precisament, i al contrari de la deducció (B), no tenen consciència de si mateixes, i sense cap mena de preferència pel determinisme o el caos absolut, solament poden trobar l'equilibri comportant-se segons lleis de probabilitat (o lleis de "caos determinat"). A la pràctica, qualsevol defensa o negació de la teoria quàntica no respon a raonaments matemàtics deductius, sinó a impressions o suggestions amb origen en axiomes filosòfics totalment arbitraris. Cal destacar que, per exemple, la paraula "equilibri" en aquest paràgraf pot tenir sentit o no, i el valor de la realitat que es concedeixi al mateix no està subjecte a cap classe de demostració matemàtica.

## Interpretacions
Generalment, existeixen diferents interpretacions de la mecànica quàntica, cadascuna de les quals normalment afronta el problema de la mesura de manera diferent. De fet, si el problema de la mesura estigués totalment resolt, no existirien moltes de les interpretacions rivals. De certa manera, l'existència de diferents interpretacions reflexa que no existeix un consens sobre com plantejar precisament el problema de la mesura. Algunes de les interpretacions més àmpliament conegudes són les següents:
- Interpretació estadística, en la que se suposa que un estat quàntic descriu una regularitat estadística, essent explicables els diferents resultats de la mesura d'un observable atribuïbles a factors estocàstics o fluctuacions degudes a l'entorn i no observables. L'electrodinàmica estadística és una teoria dels electrons en què el comportament quàntic, aparentment aleatori, dels electrons d'un sistema és atribuïble a les fluctuacions del camp electromagnètic a causa de la resta d'electrons de l'univers.
- Interpretació de Copenhaguen és la interpretació tradicional de la mecànica quàntica, universalment acceptada als seus inicis en recolzar-se en principis comprovats, a la que s'han adherit la majoria de manuals de mecànica quàntica tradicionalment. Deguda inicialment a Niels Bohr i el grup de físics que treballava amb ell a Copenhaguen cap el 1927. S'assumeix el principi d'incertesa i el principi de complementarietat de les descripcions ondulatòria y corpuscular.
- Interpretació participativa del principi antròpic.
- Interpretació d'històries consistents.
- Teories de col·lapse objectiu. D'acord amb aquestes teories, les superposicions d'estats es destrueixen tot i que no es produeixi observació, diferint les teories en quina magnitud física és la que provoca la destrucció (temps, gravitació, temperatura, factors no lineals a l'operador d'evolució...). Aquesta destrucció és el que evita les branques que apareixen en la teoria dels multiuniversos o universos paral·lels. La paraula "objectiu" procedeix del fet que, en aquesta interpretació, tant la funció d'ona com el col·lapse de la mateixa són "reals" en el sentit ontològic. En la interpretació dels molts-mons, el col·lapse no és objectiu, i a la de Copenhaguen és una hipòtesi ad-hoc.
- Interpretació dels universos paral·lels. D'acord amb aquesta hipòtesi, després d'una mesura tots els resultats possibles es realitzen d'alguna manera, tot i que un observador concret solament observa un dels resultats (els altres resultats es produirien a rèpliques del nostre univers, que no interacció amb l'univers percebut del primer observador).
- Interpretació de Bohm és una interpretació que prescindeix del principi de localitat i postula un model de variables ocultes en què l'aleatorietat aparent es deu al valor desconegut de tals variables ocultes. D'acord amb Bohm, si es conegués el valor de les variables ocultes, el resultat seria completament determinista.

| Interpretació                           | Autor (s)                                | Determinista?  | Funció d'ona real? | Història única? | Variables ocultes? | Col·lapse de la funció d'ona? | Rol de l'observador? |
| --------------------------------------- | ---------------------------------------- | -------------- | ------------------ | --------------- | ------------------ | ----------------------------- | -------------------- |
| Mecànica estocàstica                    | Edward Nelson, 1966                      | No             | No                 | Si              | No                 | No                            | Cap                  |
| Interpretació estadística               | Max Born, 1926                           | Sense resposta | No                 | Si              | Indefinit          | No                            | Cap                  |
| Interpretació de Copenhaguen            | Niels Bohr, Werner Heisenberg, 1927      | No             | No                 | Si              | No                 | Sense resposta                | Sense resposta       |
| Interpretació dels universos paral·lels | Hugh Everett, 1957                       | Si             | Si                 | No              | No                 | No                            | Cap                  |
| Interpretació de les moltes ments       | H. Dieter Zeh, 1970                      | Si             | Si                 | No              | No                 | No                            | Imperatiu            |
| Històries consistents                   | Robert B. Griffiths, 1984                | Indefinit      | Indefinit          | No              | No                 | No                            | Imperatiu            |
| Lògica quàntica                         | Garrett Birkhoff, 1936                   | Indefinit      | Indefinit          | Si              | No                 | No                            | Imperatiu            |
| Interpretació de Bohm                   | Louis de Broglie, 1927, David Bohm, 1952 | Si             | Si                 | Si              | Si                 | No                            | Cap                  |
| Interpretació transaccional             | John G. Cramer, 1986                     | No             | Si                 | Si              | No                 | Si                            | Cap                  |
| Mecànica quàntica relacional            | Carlo Rovelli, 1994                      | Indefinit      | No                 | Indefinit       | No                 | Si                            | Intrínsec            |
| Interpretació de von Neumann            | von Newmann, 1932, Wheeler, Wigner       | No             | Si                 | Si              | No                 | Si                            | Causal               |
| Teories de col·lapse objectiu           | Ghirardi-Rimini-Weber1986                | No             | Si                 | Si              | No                 | Si                            | Cap                  |